# Marcelo Saracchi
Pour l’article ayant un titre homophone, voir Saracchi (homonymie).
Marcelo Saracchi est un footballeur international uruguayen né le 23 avril 1998 à Paysandú. Il évolue au poste de latéral gauche au Boca Juniors.

## Biographie

### En club
Saracchi est recruté au mercato estival de 2018 par le RB Leipzig. Le profil de l'Uruguayen plait au club allemand, puisque Leipzig cherche à avoir un effectif jeune en recrutant de jeunes talents. Saracchi fait ses débuts à Leipzig le 26 juillet 2018 lors des qualifications pour la Ligue Europa face au BK Häcken (victoire 4-0).
En janvier 2020, lors du mercato hivernal, Saracchi est prêté pour une saison et demie au Galatasaray SK. Le 18 juillet 2020 il inscrit son premier but pour Galatasaray, face au Göztepe SK. Son équipe s'impose par trois buts à un ce jour-là

### En équipe nationale
Il officie comme capitaine des moins de 20 ans lors de deux matchs amicaux, contre le Paraguay en mars 2016, puis contre le Chili en juin 2016. 
Avec les moins de 20 ans, il dispute la Coupe du monde des moins de 20 ans 2015 organisée en Nouvelle-Zélande. Lors du mondial junior, il joue un match contre le Mali. 
Il participe ensuite au championnat de la CONMEBOL des moins de 20 ans en 2017. Il joue six matchs et l'Uruguay remporte le tournoi.
Grâce à leur victoire au championnat sud-américain, Saracchi et l'Uruguay sont qualifiés pour la Coupe du Monde des moins de 20 ans en mai 2017. Sarrachi y dispute trois matchs, dont la demi-finale perdue face au Venezuela (1-1 a.p., 4-5 t.a.b.). Il assistera depuis le banc à la défaite de son équipe face à l'Italie lors du match pour la troisième place (0-0 a.p., 1-4 t.a.b.).
Le 12 octobre 2018, il dispute son premier match en équipe nationale A en rentrant en jeu pour Diego Laxalt lors d'un match amical face à la Corée du Sud.
En mai 2019, il est sélectionné par Óscar Tabárez pour disputer la Copa América 2019 au Brésil, mais n'y joue aucun match.

## Palmarès
- championnat de la CONMEBOL des moins de 20 ans en 2017
- Coupe d'Argentine en 2017